# Diesel verde
O diesel verde, ou HVO (hydrotreated vegetable oil), é um óleo parafínico produzido através de fontes renováveis como óleo vegetal e animal, que pode ser utilizado em motores convencionais, puro ou misturado com diesel fóssil.
Porém, não se deve confundir o HVO com biodiesel já que ele tem uma capacidade energética maior e não possuí os defeitos do biodiesel (que forma uma borra no tanque de combustível quando adicionado em quantidades superiores a 10% no diesel fóssil), sendo produzido através do processo de hidrogenação.

## Produção
Para produzir o HVO são necessárias algumas etapas:
- Pré-tratamento da matéria prima para retirar qualquer resíduo que possa interferir na qualidade do produto final.[2]
- A escolha da fonte de hidrogênio, podendo ser, sustável ou não.[2]
- E a hidrogenação heterogênea que é um processo químico no qual hidrogênio gasoso é combinado ao óleo vegetal ou gordura animal em presença de um catalisador (níquel ou paládio) em grande temperatura e pressão, geralmente entre 250 a 450 °C e pressão de hidrogênio entre 10-300 bar, dependendo do tipo e configuração do reator e do catalisador usado, resultando na quebra das ligações duplas insaturadas nos ácidos graxos do óleo, e adição de átomos de hidrogênio, resultando em uma molécula de hidrocarboneto saturada (cadeia parafínica) muito parecida com a do diesel fóssil.[2]

## Benefícios
O HVO possui menor massa específica, viscosidade e ponto de destilação, o que resulta em melhores resultados para a injeção e queima do combustível, se comparado ao diesel convencional. Além disso, o HVO possui conteúdo energético semelhante ao diesel convencional, porém com menor conteúdo de enxofre, o que acarreta na redução de emissão de poluentes.